# Andreas Gruber (Kirchenlieddichter)
Andreas Gruber (* wohl Ende des 15. Jahrhunderts; † erste Hälfte des 16. Jahrhunderts) war ein deutscher Kirchenlieddichter.

## „Ach Gott vom Himmelreiche“
Andreas Gruber verfasste das dreizehnstrophige Lied Ach Gott vom Himmelreiche, durch Christum, deinen Sohn, verleih mir. Die Anfangsbuchstaben der Strophen ergeben seinen Namen, außerdem gibt er in der letzten Strophe an, das Lied im Gefängnis geschrieben zu haben. Über Grubers Lebens selbst ist nichts weiteres bekannt.
Sein Lied wurde erstmals in Bergkreyen, einer wohl 1526/1527 zu Nürnberg gedruckten Sammlung, veröffentlicht, danach 1531 im niederdeutschen Rostocker Gesangbuch von Joachim Slüter. Anschließend wurde es in weitere Gesangbücher aufgenommen, im 16. Jahrhundert war es recht verbreitet.

## Werke
- Ach Gott vom Himmelreiche, durch Christum, deinen Sohn, verleih mir …